# 1901年
1901年（1901 ねん）は、西暦（グレゴリオ暦）による、火曜日から始まる平年。明治34年。20世紀最初の年である。

## 他の紀年法
- 干支 : 辛丑
- 日本（月日は一致）
  - 明治34年
  - 皇紀2561年
- 清 : 光緖26年11月11日 - 光緖27年11月21日
- 朝鮮（月日は一致）
  - 大韓帝国 : 光武5年
  - 檀紀4234年
- 阮朝（ベトナム） : 成泰12年11月11日 - 成泰13年11月21日
- 仏滅紀元 : 2443年10月12日 - 2444年閏9月6日
- ヒジュラ暦（イスラム暦） : 1318年9月10日 - 1319年9月20日
- ユダヤ暦 : 5661年4月10日 - 5662年4月21日
- 修正ユリウス日(MJD) : 15385 - 15749
- リリウス日(LD) : 116226 - 116590

※檀紀は、大韓民国で1948年に法的根拠を与えられたが、1962年からは公式な場では使用されていない。

## カレンダー
| 1月 |    |    |    |    |    |    |
| 日  | 月 | 火 | 水 | 木 | 金 | 土 |
|     |    | 1  | 2  | 3  | 4  | 5  |
| 6   | 7  | 8  | 9  | 10 | 11 | 12 |
| 13  | 14 | 15 | 16 | 17 | 18 | 19 |
| 20  | 21 | 22 | 23 | 24 | 25 | 26 |
| 27  | 28 | 29 | 30 | 31 |    |    |
|     |    |    |    |    |    |    |

| 2月 |    |    |    |    |    |    |
| 日  | 月 | 火 | 水 | 木 | 金 | 土 |
|     |    |    |    |    | 1  | 2  |
| 3   | 4  | 5  | 6  | 7  | 8  | 9  |
| 10  | 11 | 12 | 13 | 14 | 15 | 16 |
| 17  | 18 | 19 | 20 | 21 | 22 | 23 |
| 24  | 25 | 26 | 27 | 28 |    |    |
|     |    |    |    |    |    |    |

| 3月 |    |    |    |    |    |    |
| 日  | 月 | 火 | 水 | 木 | 金 | 土 |
|     |    |    |    |    | 1  | 2  |
| 3   | 4  | 5  | 6  | 7  | 8  | 9  |
| 10  | 11 | 12 | 13 | 14 | 15 | 16 |
| 17  | 18 | 19 | 20 | 21 | 22 | 23 |
| 24  | 25 | 26 | 27 | 28 | 29 | 30 |
| 31  |    |    |    |    |    |    |
|     |    |    |    |    |    |    |

| 4月 |    |    |    |    |    |    |
| 日  | 月 | 火 | 水 | 木 | 金 | 土 |
|     | 1  | 2  | 3  | 4  | 5  | 6  |
| 7   | 8  | 9  | 10 | 11 | 12 | 13 |
| 14  | 15 | 16 | 17 | 18 | 19 | 20 |
| 21  | 22 | 23 | 24 | 25 | 26 | 27 |
| 28  | 29 | 30 |    |    |    |    |
|     |    |    |    |    |    |    |

| 5月 |    |    |    |    |    |    |
| 日  | 月 | 火 | 水 | 木 | 金 | 土 |
|     |    |    | 1  | 2  | 3  | 4  |
| 5   | 6  | 7  | 8  | 9  | 10 | 11 |
| 12  | 13 | 14 | 15 | 16 | 17 | 18 |
| 19  | 20 | 21 | 22 | 23 | 24 | 25 |
| 26  | 27 | 28 | 29 | 30 | 31 |    |
|     |    |    |    |    |    |    |

| 6月 |    |    |    |    |    |    |
| 日  | 月 | 火 | 水 | 木 | 金 | 土 |
|     |    |    |    |    |    | 1  |
| 2   | 3  | 4  | 5  | 6  | 7  | 8  |
| 9   | 10 | 11 | 12 | 13 | 14 | 15 |
| 16  | 17 | 18 | 19 | 20 | 21 | 22 |
| 23  | 24 | 25 | 26 | 27 | 28 | 29 |
| 30  |    |    |    |    |    |    |
|     |    |    |    |    |    |    |

| 7月 |    |    |    |    |    |    |
| 日  | 月 | 火 | 水 | 木 | 金 | 土 |
|     | 1  | 2  | 3  | 4  | 5  | 6  |
| 7   | 8  | 9  | 10 | 11 | 12 | 13 |
| 14  | 15 | 16 | 17 | 18 | 19 | 20 |
| 21  | 22 | 23 | 24 | 25 | 26 | 27 |
| 28  | 29 | 30 | 31 |    |    |    |
|     |    |    |    |    |    |    |

| 8月 |    |    |    |    |    |    |
| 日  | 月 | 火 | 水 | 木 | 金 | 土 |
|     |    |    |    | 1  | 2  | 3  |
| 4   | 5  | 6  | 7  | 8  | 9  | 10 |
| 11  | 12 | 13 | 14 | 15 | 16 | 17 |
| 18  | 19 | 20 | 21 | 22 | 23 | 24 |
| 25  | 26 | 27 | 28 | 29 | 30 | 31 |
|     |    |    |    |    |    |    |

| 9月 |    |    |    |    |    |    |
| 日  | 月 | 火 | 水 | 木 | 金 | 土 |
| 1   | 2  | 3  | 4  | 5  | 6  | 7  |
| 8   | 9  | 10 | 11 | 12 | 13 | 14 |
| 15  | 16 | 17 | 18 | 19 | 20 | 21 |
| 22  | 23 | 24 | 25 | 26 | 27 | 28 |
| 29  | 30 |    |    |    |    |    |
|     |    |    |    |    |    |    |

| 10月 |    |    |    |    |    |    |
| 日   | 月 | 火 | 水 | 木 | 金 | 土 |
|      |    | 1  | 2  | 3  | 4  | 5  |
| 6    | 7  | 8  | 9  | 10 | 11 | 12 |
| 13   | 14 | 15 | 16 | 17 | 18 | 19 |
| 20   | 21 | 22 | 23 | 24 | 25 | 26 |
| 27   | 28 | 29 | 30 | 31 |    |    |
|      |    |    |    |    |    |    |

| 11月 |    |    |    |    |    |    |
| 日   | 月 | 火 | 水 | 木 | 金 | 土 |
|      |    |    |    |    | 1  | 2  |
| 3    | 4  | 5  | 6  | 7  | 8  | 9  |
| 10   | 11 | 12 | 13 | 14 | 15 | 16 |
| 17   | 18 | 19 | 20 | 21 | 22 | 23 |
| 24   | 25 | 26 | 27 | 28 | 29 | 30 |
|      |    |    |    |    |    |    |

| 12月 |    |    |    |    |    |    |
| 日   | 月 | 火 | 水 | 木 | 金 | 土 |
| 1    | 2  | 3  | 4  | 5  | 6  | 7  |
| 8    | 9  | 10 | 11 | 12 | 13 | 14 |
| 15   | 16 | 17 | 18 | 19 | 20 | 21 |
| 22   | 23 | 24 | 25 | 26 | 27 | 28 |
| 29   | 30 | 31 |    |    |    |    |
|      |    |    |    |    |    |    |

## できごと

### 1月
- 1月1日
  - イギリス自治領のオーストラリア連邦が成立。
  - ナイジェリアがイギリスの保護国になる。
- 1月3日 - アンドリュー・カーネギーがカーネギー財団を設立。
- 1月22日 - イギリスヴィクトリア女王崩御[1]。長男エドワード王子がエドワード7世として即位。
- 1月28日 - アメリカ合衆国でMLB・アメリカンリーグ設立。

### 2月
- 2月3日 - 国家主義団体・黒龍会が内田良平らによって創立される。
- 2月5日 - 日本の重工業発展の要となる、官営八幡製鉄所操業開始。
- 2月24日 - 奥村五百子らにより愛国婦人会が結成される。
- 2月25日 - J・P・モルガンがUSスチールを設立。

### 3月
- 3月2日 - アメリカ合衆国がプラット修正条項（英語版）をキューバに強制。その後、6月12日にキューバはアメリカの保護国となる。
- 3月28日 - 北海道法公布

### 4月
- 4月1日 - 東京都に府立第三中学校（現・東京都立両国高等学校）が開校。
- 4月15日 - 栃木県に栃木県第四中学校（現・栃木県立佐野高等学校）が開校。
- 4月20日 - 成瀬仁蔵により、日本女子大学校（現・日本女子大学）が創立。
- 幸徳秋水『二十世紀之怪物 帝国主義』（廿世紀之怪物帝国主義）出版。序文は内村鑑三。

### 5月
- 5月3日 - 第4次伊藤内閣総辞職
- 5月5日 - ユカタン半島でのマヤ人の反乱が公式に終了。
- 5月9日 - オーストラリアのメルボルンで最初の国会が開かれる。
- 5月16日 - 井上馨に組閣命令（5月23日辞退）。
- 5月18日 - 片山潜・幸徳秋水らが社会民主党を結成（5月20日禁止）。
- 5月25日 - アルゼンチンでサッカークラブ・CAリーベル・プレート設立。
- 5月26日 - 桂太郎に組閣命令。
- 5月27日 - 山陽鉄道が下関まで開通。関門連絡船運航開始。

### 6月
- 6月2日 - 第1次桂内閣成立
- 6月21日 - 星亨が伊庭想太郎に暗殺される。
- 登張竹風、論文「フリイドリッヒ・ニーチェを論ず」（『帝国文学』）。日本に於けるフリードリヒ・ニーチェの紹介が盛んになる。

### 7月
- 7月1日
  - フランスが結社法を制定し、宗教団体などを許可制にする。
  - 電報通信社（後の電通）設立（光永星郎）
- 7月4日 - カナダのハートランドで世界一長い屋根付橋が開通。
- 7月14日 - ペリー上陸記念碑建立（久里浜）
- 7月15日 - 高峰譲吉がアドレナリンの製法の特許を取得。

### 9月
- 9月2日 - アメリカのルーズベルト副大統領が棍棒外交を示唆。
- 9月6日 - マッキンリー大統領暗殺事件、アメリカのウィリアム・マッキンリー大統領が無政府主義者レオン・チョルゴシュに狙撃される[2]。これがもとで9月14日に死亡。
- 9月7日 - 清が列国（英国・仏国・米国・ロシア・ドイツ・日本などの11か国）と北京議定書（辛丑条約）に調印（外国軍隊の北京駐留を承認）。
- 9月14日
  - W・マッキンリーの死去に伴い、セオドア・ルーズベルトがアメリカ大統領に就任。
  - サマール島でバランギガの虐殺が発生。

### 10月
- 10月1日 - 舞鶴鎮守府開庁
- 10月4日 - アメリカのセオドア・ルーズベルト大統領がアフリカ系アメリカ人指導者ブッカー・T・ワシントンをホワイトハウスに招待する。
- 10月16日 - 日英同盟交渉開始
- 10月23日 - 田中正造が足尾銅山鉱毒事件で衆議院議員を辞職。

### 11月
- 11月14日 - カール・ラントシュタイナーがABO式血液型を発表（発見は前年）、この時点では血液型がA型、B型、C型の3つであるとされた。
- 波多野精一『西洋哲学史要』出版

### 12月
- 12月2日 - 伊藤博文が日露協商交渉開始。
- 12月7日 - 第16議会召集
- 12月10日 - 田中正造が足尾銅山鉱毒事件について明治天皇に直訴。
- 12月12日 - グリエルモ・マルコーニが大西洋を横断した無線通信に成功[3]。
- 12月23日 - 伊藤博文が日露協商交渉打切りを通告。
- ロシアでエスエル（社会革命党）結成。
- 豪州が白豪主義政策にもとづく移民制限法を制定。

### 日付不詳
- ノーベル賞が創設される。
- オランダのハーグに常設仲裁裁判所設立。
- 東京専門学校が早稲田大学に改称。
- アメリカ合衆国のメジャーリーグ (MLB) チーム・デトロイト・タイガース、クリーブランド・インディアンス創設。
- アメリカ合衆国のMLBで、ウィリー・キーラーが8年連続シーズン200安打を達成。
- 北海道でハマダラカ（マラリア原虫を媒介する蚊）の生息が確認された。

## 文学
- トーマス・マン『ブッデンブローク家の人びと』
- 与謝野晶子『みだれ髪』

## 誕生

### 1月
- 1月1日 - アレクサンドル・ドイチュ、ソビエト連邦の天文学者（+ 1986年）
- 1月1日 - 安宅英一、 日本の実業家。安宅産業の会長（+ 1994年）
- 1月1日 - 三木茂、 日本の植物学者（+ 1974年）
- 1月1日 - 酒井正三郎、 日本の経済学者（+ 1981年）
- 1月1日 - 殿岡利男、 日本の実業家。アキレス創設者（+ 1982年）
- 1月2日 - 谷口五郎、 日本の野球選手（+ 1980年）
- 1月2日 - 久保栄、 日本の戯曲作家（+ 1958年）
- 1月3日 - ゴ・ディン・ジエム、ベトナム共和国の初代大統領（+ 1963年）
- 1月3日 - エリック・フェーゲリン、 アメリカ合衆国の政治哲学者（+ 1985年）
- 1月4日 - C・L・R・ジェームズ、 トリニダード・トバゴの歴史学者・社会主義者（+ 1989年）
- 1月4日 - 北村小松、 日本の劇作家、小説家、脚本家（+ 1964年）
- 1月6日 - 三村明、 日本の映画監督（+ 1985年）
- 1月6日 - ニコライ・クリューチコフ、 ロシアの俳優（+ 1994年）
- 1月7日− 工藤俊作、 日本の軍人(最終階級:海軍中佐) (+ 1979年)
- 1月10日 - ヘニング・フォン・トレスコウ、ナチスドイツ軍人・貴族（+ 1944年）
- 1月10日 - 渡辺啓助、 日本の推理作家（+ 2002年）
- 1月10日 - ポーリン・スターク、 アメリカ合衆国の女優（+ 1977年）
- 1月11日 - 永川重幸、 日本の実業家、政治家（+ 没年不明）
- 1月11日 - クォン・キオク、朝鮮の独立運動家、パイロット（+ 1988年）
- 1月11日 - ヨアヒム・エルンスト (アンハルト公)、アンハルト公国最後の公爵（+ 1947年）
- 1月12日 - 三池信、 日本の政治家、郵政大臣（+ 1988年）
- 1月13日 - 小坂奇石、 日本の書家（+ 1991年）
- 1月14日 - アルフレト・タルスキ、 ポーランド及び アメリカ合衆国の数学者・論理学者（+ 1983年）
- 1月14日 - ビーブ・ダニエルズ、 アメリカ合衆国の女優（+ 1971年）
- 1月16日 - フルヘンシオ・バティスタ、キューバ大統領（+ 1973年）
- 1月16日 - フランク・ザンボニー、 アメリカ合衆国の発明家、技術者（+ 1988年）
- 1月16日 - ナルヴェ・ボンナ、 ノルウェーのスキージャンプ選手（+ 1976年）
- 1月17日 - アロン・ギュルヴィッチ、 リトアニア出身の アメリカ合衆国の哲学者、現象学者（+ 1973年）
- 1月18日 - 村山知義、 日本の小説家・画家・デザイナー・劇作家・演出家・舞台装置家（+ 1977年）
- 1月20日 - セシル・グリフィス、 イギリスの陸上競技選手（+ 1973年）
- 1月21日 - リカルド・サモラ、 スペインのサッカー選手（+ 1978年）
- 1月22日 - ハンス・エーリッヒ・アポステル、 ドイツの作曲家（+ 1972年）
- 1月24日 - 朝井閑右衛門、 日本の洋画家（+ 1983年）
- 1月24日 - アドルフ・ムーロン・カッサンドル、 フランスのグラフィックデザイナー、舞台芸術家、版画家、タイポグラファー（+ 1968年）
- 1月24日 - ミハイル・ロンム、ソビエト連邦の映画監督、脚本家（+ 1971年）
- 1月25日 - 石川冷、 日本の映画俳優（+ 没年不明）
- 1月25日 - イツァーク・シュテルン、 ポーランドの会計士（+ 1969年）
- 1月26日 - ピエール・ボスト、 フランスの作家・ジャーナリスト（+ 1975年）
- 1月27日 - 高野実、 日本の労働運動家（+ 1974年）
- 1月27日 - 千宗左 (13代)、茶道家13世表千家（+ 1979年）
- 1月27日 - ヴィリー・フリッチ、 ドイツの俳優（+ 1973年）
- 1月28日 - 高橋新吉、 日本の詩人（+ 1987年[4]）
- 1月29日 - エドワード・プランケット・テイラー、 カナダの実業家、馬産家（+ 1989年）
- 1月30日 - ルドルフ・カラツィオラ、 ドイツのレーシングドライバー（+ 1959年）
- 1月30日 - ハンス・エーリヒ・ノサック、 ドイツの小説家（+ 1977年）

### 2月
- 2月1日 - クラーク・ゲーブル、 アメリカ合衆国の俳優（+ 1960年）
- 2月2日 - ヤッシャ・ハイフェッツ、 ロシア帝国出身の アメリカ合衆国のヴァイオリニスト（+ 1987年）
- 2月2日 - 木村禧八郎、 日本の政治家・経済評論家（+ 1975年）
- 2月2日 - 久邇宮朝融王、皇族・軍人（+ 1959年）
- 2月2日 - 中村翫右衛門 (3代目)、 日本の俳優、前進座共同創立者（+ 1982年）
- 2月2日 - ルートヴィヒ・フィリップ・フォン・トゥルン・ウント・タクシス、ドイツの旧諸侯トゥルン・ウント・タクシス家の侯子（+ 1933年）
- 2月4日 - 李海泉、香港の俳優。ブルース・リーの父（+ 1965年）
- 2月5日 - 宇佐美洵、 日本の実業家。三菱銀行頭取・日本銀行総裁（+ 1983年）
- 2月7日 - 伊志井寛、 日本の俳優（+ 1972年）
- 2月9日 - ブライアン・ドンレヴィ、北アイルランド出身で、主に アメリカ合衆国で活躍した俳優（+ 1972年）
- 2月10日 - ステラ・アドラー、 アメリカ合衆国の女優（+ 1992年）
- 2月12日 - 清水雅、 日本の実業家（+ 1994年）
- 2月13日 - ポール・ラザースフェルド、 アメリカ合衆国の社会学者（+ 1976年）
- 2月15日 - 犬塚稔、 日本の脚本家、映画監督（+ 2007年）
- 2月16日 - 島耕二、 日本の俳優・映画監督（+ 1986年）
- 2月17日 - 梶井基次郎、 日本の小説家（+ 1932年）
- 2月19日 - フローレンス・グリーン　大英帝国イギリス空軍女性部隊元隊員、第1次世界大戦従軍者最後の生存者（+ 2012年）
- 2月20日 - ヘンリー・アイリング、 アメリカ合衆国の理論化学者（+ 1981年）
- 2月20日 - ルイス・I・カーン、 エストニア出身で アメリカ合衆国の建築家（+ 1974年）
- 2月20日 - 葉梨新五郎、 日本の政治家（+ 1956年）
- 2月20日 - ムハンマド・ナギーブ、 エジプトの軍人、政治家（+ 1984年）
- 2月20日 - ルネ・デュボス、 アメリカ合衆国の細菌学者、病理学者、環境保護活動家、人道主義者（+ 1982年）
- 2月22日 - オルゴニシュタ・オルガ、 ハンガリーのフィギュアスケート選手（+ 1978年）
- 2月22日 - ミルドレッド・デイヴィス、 アメリカ合衆国の女優（+ 1969年）
- 2月23日 - エドガー・エンデ、 ドイツの画家・児童文学作家（+ 1965年）
- 2月23日 - 北島忠治、 日本のラグビー日本代表監督（+ 1996年）
- 2月23日 - エアハルト・ハイデン、ナチスドイツの軍人（+ 1933年）
- 2月25日 - ゼッポ・マルクス、 アメリカ合衆国のコメディアン・俳優・マルクス兄弟のメンバー（+ 1979年）
- 2月27日 - 岡田光玉、 日本の宗教家。世界真光文明教団教祖（+ 1974年）
- 2月27日 - マリノ・マリーニ、彫刻家・画家・版画家（+ 1980年）
- 2月27日 - ホレイショ・ルロ、 アメリカ合衆国と カナダで活動していたサラブレッド競馬の調教師（+ 1991年）
- 2月28日 - ライナス・ポーリング、 アメリカ合衆国の物理化学者・ノーベル化学賞、ノーベル平和賞受賞者（+ 1994年）
- 2月28日 - 柳家金語楼、 日本の喜劇俳優・落語家・作家・脚本家・発明家・陶芸家（+ 1972年）

### 3月
- 3月3日 - クロード・チョールズ　 イギリスの軍人、第1次世界大戦経験者のうち最後の生存者（+ 2011年）
- 3月3日 - 阿波根昌鴻、 日本の平和運動家（+ 2002年）
- 3月4日 - 芦原義重、 日本の実業家。関西電力会長（+ 2003年）
- 3月5日 - 橋本登美三郎、 日本の政治家・内閣官房長官・自由民主党幹事長（+ 1990年）
- 3月10日 - 小林十九二、 日本の俳優（+ 1964年）
- 3月10日 - 伊能繁次郎、 日本の政治家（+ 1981年）
- 3月11日 - ローゼ・アウスレンダー、作家（+ 1988年）
- 3月11日 - 御手洗毅、 日本の医師・キヤノン創設者・初代キヤノン社長（+ 1984年）
- 3月13日 - 入江直祐、 日本の英文学者、翻訳家（+ 1989年以降）
- 3月13日 - 初代柳家金語楼、 日本の落語家（+ 1972年）
- 3月13日 - ポール・フィックス、 アメリカ合衆国の俳優（+ 1983年）
- 3月13日 - アルフレッド・ニューマン、 アメリカ合衆国の作曲家、指揮者（+ 1970年）
- 3月13日 - 咸錫憲、 韓国のキリスト教思想家、独立運動家（+ 1989年）
- 3月14日 - 小栗虫太郎、 日本の小説家（+ 1946年）
- 3月16日 - 鈴木静一、 日本の作曲家（+ 1980年）
- 3月17日 - アルフレッド・ニューマン、作曲家（+ 1970年）
- 3月18日 - 九世三宅藤九郎、 日本の能楽師（+ 1990年）
- 3月19日 - 中村梅吉、 日本の政治家・衆議院議長（+ 1984年）
- 3月20日 - マックス・エーワ、 オランダの第5代チェス世界チャンピオン（+ 1981年）
- 3月20日 - 島田謹二、 日本の比較文学者、英文学者（+ 1993年）
- 3月21日 - 津村博、 日本の劇映画俳優（+ 没年不明）
- 3月21日 - カール・アルノルト、 ドイツの政治家、（+ 1958年）
- 3月23日 - 森澤信夫、 日本の実業家。モリサワ創業者（+ 2000年）
- 3月24日 - アブ・アイワークス、 アメリカ合衆国のアニメーター、ディズニー作品のアニメーター・漫画家（+ 1971年）
- 3月25日 - 太郎山勇吉、大相撲の力士（+ 1964年）
- 3月25日 - エド・ベグリー、 アメリカ合衆国の俳優（+ 1970年）
- 3月27日 - 佐々木直次郎、 日本の翻訳家（+ 1943年）
- 3月27日 - 佐藤栄作、 日本の官僚・政治家・内閣総理大臣・ノーベル平和賞受賞者（+ 1975年）
- 3月27日 - エーリッヒ・オレンハウアー、 ドイツの政治家（+ 1963年）
- 3月27日 - カール・バークス、 アメリカ合衆国の漫画家、脚本家、イラストレーター。ディズニー作品の漫画家（+ 2000年）
- 3月27日 - エンリケ・サントス・ディセポロ、 アルゼンチンの作詞家、音楽家、俳優（+ 1951年）
- 3月29日 - 羽仁五郎、 日本の歴史家（+ 1983年）

### 4月
- 4月5日 - メルヴィン・ダグラス、 アメリカ合衆国の俳優（+ 1981年）
- 4月5日 - クルト・ボウワ、 ドイツの俳優（+ 1991年）
- 4月7日 - クリストファー・ウッド、 イギリスの画家（+ 1930年）
- 4月8日 - ジャン・プルーヴェ、 フランスの建築家、デザイナー（+ 1984年）
- 4月11日 - ドナルド・メンゼル、 アメリカ合衆国の天文学者（+ 1976年）
- 4月13日 - ジャック・ラカン、 フランスの精神科医・精神分析家・思想家（+ 1981年）
- 4月13日 - 小島鉦作、 日本の歴史学者（+ 1996年）
- 4月13日 - 薩摩治郎八、 日本の実業家（+ 1976年）
- 4月13日 - 于斌、中国のカトリック教会の聖職者（+ 1976年）
- 4月14日 - 松下正寿、 日本の国際政治学者（+ 1986年）
- 4月14日 - 小川鼎三、 日本の解剖学者・医史学者（+ 1984年）
- 4月15日 - ジョー・デイヴィス（英語版）、 アメリカ合衆国のスヌーカー選手（+ 1978年）
- 4月14日 - ルネ・プレヴァン、 フランスの政治家（+ 1993年）
- 4月16日 - ディンニェーシュ・ラヨシュ、 ハンガリーの政治家（+ 1961年）
- 4月17日 - ラウル・プレビッシュ、 アルゼンチンの経済学者（+ 1986年）
- 4月19日 - 福島哲、 日本の教育者（+ 没年不明）
- 4月19日 - 岡潔、 日本の数学者（+ 1978年）
- 4月20日 - ミシェル・レリス、 フランスの詩人、民族学者（+ 1990年）
- 4月20日 - アドルフ・ブーゼマン、 ドイツの航空技術者で、超音速の空気力学のパイオニア（+ 1986年）
- 4月21日 - フリアン・バウティスタ、 スペインの作曲家（+ 1961年）
- 4月22日 - テイラー・ドゥーシット、 アメリカ合衆国のメジャーリーガー（+ 1986年）
- 4月23日 - エドモンド・ブリスコ・フォード、 イギリスの生態学者・遺伝学者（+ 1988年）
- 4月25日 - ヴラディーミル・ソフロニツキー、ソビエト連邦のピアニスト（+ 1961年）
- 4月25日 - 竹山祐太郎、 日本の政治家・建設大臣・静岡県知事（+ 1982年）
- 4月25日 - 高橋掬太郎、 日本の作詞家（+ 1970年）
- 4月27日 - 龍胆寺雄、 日本の作家・サボテン研究家（+ 1992年）
- 4月29日 - 原実 (市民運動家)、 日本の市民運動家（+ 不明）
- 4月29日 - 昭和天皇、第124代天皇（+ 1989年）
- 4月29日 - 尾崎秀実、 日本の評論家・ジャーナリスト（+ 1944年）
- 4月29日 - 一本松珠璣、 日本の電気工学者・日本原子力発電最高顧問（+ 1985年）
- 4月30日 - 有田喜一、 日本の官僚・政治家・文部大臣（+ 1986年）
- 4月30日 - サイモン・クズネッツ、 アメリカ合衆国の経済学者・統計学者・ノーベル経済学賞受賞者（+ 1985年）

### 5月
- 5月2日 - 都千代、世界最高齢の人物。 日本のスーパーセンテナリアン（+ 2018年[5]）
- 5月3日 - ヒューゴー・フリードホーファー、 アメリカ合衆国の作曲家（+ 1981年）
- 5月4日 - 富永太郎、 日本の詩人・画家（+ 1925年）
- 5月5日 - ブラインド・ウィリー・マクテル、 アメリカ合衆国のブルース歌手・ギタリスト（+ 1959年）
- 5月7日 - ゲイリー・クーパー、 アメリカ合衆国の俳優（+ 1961年）
- 5月8日 - オットー・カイザー、 オーストリアのフィギュアスケート選手（+ 1977年）
- 5月8日 - ヴラディーミル・ソフロニツキー、ソビエト連邦のピアニスト（+ 1961年）
- 5月9日 - 足利惇氏、 日本のインド学者（+ 1983年）
- 5月9日 - グスタフ・マハティ、チェコスロバキアの映画監督・脚本家・俳優（+ 1963年）
- 5月10日 - ジョン・デスモンド・バナール、 イギリスの物理学者、生物物理学者、結晶学者（+ 1971年）
- 5月10日 - マックス・ロレンツ、 ドイツのテノール歌手（+ 1975年）
- 5月11日 - ローゼ・アウスレンダー、ユダヤ系ドイツ人の作家、詩人（+ 1988年）
- 5月11日 - ジョスリン・ヘイ (第22代エロル伯爵)、 イギリスの貴族（+ 1941年）
- 5月13日 - ヴィトルト・ピレツキ、 ポーランドのの軍人、諜報部員、レジスタンス運動リーダー（+ 1948年）
- 5月14日 - 河野謙三、 日本の政治家・参議院議長（+ 1983年）
- 5月14日 - 橋本乾三、 日本の官僚・検事・弁護士（+ 1983年）
- 5月14日 - クリストフ・フォン・ヘッセン、 ドイツのヘッセン＝カッセル家の公子、軍人（+ 1943年）
- 5月14日 - ロベルト・リッター、 ドイツの心理学者、医師（+ 1951年）
- 5月15日 - ザビア・ハーバート、 オーストラリアの作家（+ 1984年）
- 5月15日 - コンラート・マイヤー、 ドイツの農学者（+ 1973年）
- 5月15日 - ルイス・モンティ、 アルゼンチンののサッカー選手、サッカー指導者+ 1983年）
- 5月17日 - ヴェルナー・エック、 ドイツの作曲家（+ 1983年）
- 5月17日 - 古在由重、 日本の哲学者、元名古屋大学教授（+ 1990年）
- 5月18日 - アンリ・ソーゲ、 フランスの作曲家（+ 1989年）
- 5月18日 - ヴィンセント・デュ・ヴィニョー、 アメリカ合衆国の生化学者・ノーベル化学賞受賞者（+ 1978年）
- 5月19日 - ユーリー・ビリビン、 ロシアの地質学者（+ 1952年）
- 5月19日 - オットー・アンブローズ、 ドイツの化学者（+ 1990年）
- 5月19日 - メフメト・アブデュルアズィズ・オスマンオウル、オスマン帝国の帝家（+ 1977年）
- 5月20日 - 島秀雄、 日本の鉄道技術者・国鉄技師長・宇宙開発事業団理事長（+ 1998年）
- 5月20日 - マックス・エーワ、 オランダの第5代チェス世界チャンピオン、数学者（+ 1981年）
- 5月21日 - セルゲイ・トゥマーンスキー、ソビエト連邦の

航空エンジニア（+ 1973年）
- 5月23日 - エドマンド・ラッブラ、 イギリスの作曲家（+ 1986年）
- 5月23日 - アルフレード・グァリーニ、 イタリアの映画監督、脚本家、映画プロデューサー（+ 1981年）
- 5月23日 - チャールズ・W・モリス、 アメリカ合衆国の哲学者・記号論研究者（+ 1979年）
- 5月24日 - ホセ・ナサシ、 ウルグアイのサッカー選手（+ 1968年）
- 5月24日 - アントン・パウリク、 オーストリアの指揮者（+ 1975年）
- 5月24日 - ヘルマン・プリース、ナチス・ドイツの武装親衛隊の将軍（+ 1985年）
- 5月29日 - ヴォルフガング・シュミーダー、 ドイツの音楽学者（+ 1990年）
- 5月30日 - イツィク・マンゲル、 ポーランドのイディッシュ語作家（+ 1969年）
- 5月30日 - ヴァルター・フェルゼンシュタイン、 オーストリアの演出家（+ 1975年）
- 5月31日 - 丸山定夫、 日本の俳優（+ 1945年）

### 6月
- 6月1日 - ヨランダ・マルゲリータ・ディ・サヴォイア、イタリア王ヴィットーリオ・エマヌエーレ3世とその王妃でモンテネグロ王ニコラ1世の娘であるエレナの間の長女（+ 1986年）
- 6月3日 - 張学良、中華民国の軍人・政治家（+ 2001年）
- 6月3日 - モーリス・エヴァンス、 イギリスの俳優（+ 1989年）
- 6月4日 - 北脇昇、 日本の画家（+ 1951年）
- 6月5日 - カール・ヨアヒム・フリードリッヒ、 ドイツの政治学者（+ 1984年）
- 6月6日 - スカルノ、 インドネシアの初代大統領（+ 1970年）
- 6月6日 - ヘルムート・シュティーフ、 ドイツの軍人（+ 1944年）
- 6月7日 - 比嘉秀平、 日本の教育者・政治家・琉球政府行政主席（+ 1956年）
- 6月7日 - 石田民三、 日本の映画監督（+ 1972年）
- 6月8日 - 岩田専太郎、挿絵画家（+ 1974年）
- 6月8日 - サルスティアーノ・サンチェス、世界最高齢の男性（+ 2013年）
- 6月9日 - エーリッヒ・ラーデマッハー、 ドイツの水泳選手（+ 1979年）
- 6月10日 - 赤星六郎、 日本のゴルファー（+ 1944年）
- 6月10日 - アントニーン・ベチュヴァーシュ、 スロバキアで活躍した チェコの天文学者、気象学者（+ 1965年）
- 6月12日 - クライド・ジェロニミ、 アメリカ合衆国の映画監督（+ 1989年）
- 6月12日 - 山際正道、日本銀行総裁・大蔵次官（+ 1975年）
- 6月16日 - アンリ・ルフェーヴル、 フランスのマルクス主義社会学者、知識人、哲学者（+ 1991年）
- 6月18日 - アナスタシア、ロマノフ朝皇族（+ 1918年）
- 6月20日 - 丸木位里、日本画家（+ 1995年）
- 6月20日 - ニーナ・ゲオルギエヴナ、ロシアの皇族（+ 1974年）
- 6月22日 - エリアス・カッツ、 フィンランドの陸上競技選手（+ 1947年）
- 6月23日 - 天野潔、 日本の実業家（+ 没年不明）
- 6月23日 - オットー・ヘックマン、 ドイツの天文学者（+ 1983年）
- 6月23日 - アフメト・ハムディ・タンプナル、トルコ近代文学における最も重要な小説家・随筆家（+ 1962年）
- 6月24日 - マルセル・ミュール、 フランスのクラシックサクソフォーン奏者・音楽教師（+ 2001年）
- 6月24日 - 朴敬元、日本統治時代の朝鮮で日本の操縦士資格を取得した操縦士（+ 1933年）
- 6月24日 - ハリー・パーチ、 アメリカ合衆国の作曲家（+ 1974年）
- 6月26日 - ドナルド・トムソン、 オーストラリアの人類学者、鳥類学者（+ 1970年）
- 6月29日 - ネルソン・エディ、 アメリカ合衆国の声楽家（+ 1967年）

### 7月
- 7月3日 - ルース・クロフォード＝シーガー、作曲家（+ 1953年）
- 7月7日 - 円谷英二、映画監督・円谷プロ創設者（+ 1970年）※戸籍上は7月10日生まれ
- 7月7日 - ヴィットリオ・デ・シーカ、映画監督・俳優（+ 1974年）
- 7月8日 - 渡辺大陸、プロ野球監督（+ 1955年）
- 7月9日 - バーバラ・カートランド、ロマンス小説家（+ 2000年）
- 7月12日 - 川勝傳、南海電気鉄道会長・日本民営鉄道協会会長・南海ホークスオーナー（+ 1988年）
- 7月12日 - 稲森宗太郎、歌人（+ 1930年）
- 7月13日 - 小山いと子、作家（+ 1989年）
- 7月14日 - ジェラルド・フィンジ、作曲家（+ 1956年）
- 7月16日 - 青柳菁々、俳人（+ 1957年）
- 7月17日 - 荒木万寿夫、政治家・文部大臣（+ 1973年）
- 7月17日 - ジョージ・フィリップ・ウェルズ、動物学者（+ 1985年）
- 7月18日 - 日野草城、俳人（+ 1956年）
- 7月20日 - ヘイニー・マナシュ、メジャーリーガー（+ 1971年）
- 7月23日 - 下山定則、初代国鉄総裁（+ 1949年）
- 7月23日 - 雲井浪子、宝塚歌劇団卒業生（+ 2003年）
- 7月24日 - 中村草田男、俳人（+ 1983年[6]）
- 7月25日 - 津田市正、法学者（+ 没年不明）
- 7月28日 - 伊藤公平、歌人・随筆家・小説家・作詞家（+ 1984年）
- 7月31日 - ジャン・デュビュッフェ、画家（+ 1985年）

### 8月
- 8月3日 - ジョン・C・ステニス、政治家・検察官・判事（+ 1995年）
- 8月4日 - 田村道美、映画俳優、映画プロデューサー、（+ 没年不明）
- 8月4日 - ルイ・アームストロング、ジャズ歌手（+ 1971年）
- 8月4日 - エリザベス・ボーズ＝ライアン、イギリス王ジョージ6世妃（+ 2002年）
- 8月5日 - クロード・オータン＝ララ、映画監督（+ 2000年）
- 8月8日 - 大岡怪童、俳優、（+ 没年不明）
- 8月8日 - アーネスト・ローレンス、物理学者・ノーベル物理学賞受賞者（+ 1958年）
- 8月9日 - 杉本栄一、経済学者（+ 1952年）
- 8月9日 - 山下春江、政治家（+ 1985年）
- 8月10日 - フランコ・ラゼッティ、物理学者（+ 2001年）
- 8月13日 - 高橋信三、毎日放送会長（+ 1980年）
- 8月14日 - フランツ・コンヴィチュニー、指揮者（+ 1962年）
- 8月15日 - 木村庄之助、立行司（+ 1973年）
- 8月15日 - 浅野晃、詩人、日本文学研究者、国文学者（+ 1990年）
- 8月17日 - アンリ・トマジ、作曲家・指揮者（+ 1971年）
- 8月19日 - 佐藤観次郎、ジャーナリスト、政治家（+ 1970年）
- 8月20日 - サルヴァトーレ・クァジモド、作家・詩人（+ 1968年）
- 8月20日 - 宮崎市定、東洋史学者（+ 1995年）
- 8月22日 - 桐原眞二、野球選手（+ 1945年）
- 8月23日 - ジョン・シャーマン・クーパー、政治家（+ 1991年）
- 8月26日 - 陳毅、軍人・外交官・政治家（+ 1972年）
- 8月26日 - マクスウェル・D・テイラー、軍人・外交官（+ 1987年）
- 8月28日 - 反町茂雄、古書鑑定人（+ 1991年）
- 8月29日 - シャーウィン・バジャー、フィギュアスケート選手（+ 1972年）
- 8月29日 - 太田忠、作曲家、ピアニスト（+ 1994年）
- 8月29日 - 中井朝一、撮影監督（+ 1988年）
- 8月29日 - 森田優三、経済学者（+ 1994年）
- 8月31日 - 二出川延明、野球選手・野球審判員（+ 1989年）

### 9月
- 9月3日 - エドゥアルト・ファン・ベイヌム、指揮者（+ 1959年）
- 9月4日 - ウィリアム・ライオンズ、ジャガー創業者（+ 1985年）
- 9月8日 - ヘンドリック・フルウールト、南アフリカ首相（+ 1966年）
- 9月9日 - 小熊秀雄、詩人・小説家（+ 1940年）
- 9月13日 - ジェームズ・マッコーブレー、男性世界第2位の長寿のアメリカ人（+ 2013年）
- 9月16日 - アンドレ・ブリュネ、フィギュアスケート選手（+ 1993年）
- 9月17日 - 堀内寿郎、化学者（+ 1979年）
- 9月19日 - ルートヴィヒ・フォン・ベルタランフィ、生物学者（+ 1972年）
- 9月19日 - 沢田美喜、社会事業家（+ 1980年）
- 9月21日 - 王登美、王貞治の母（+ 2010年）
- 9月22日 - ナジェージダ・アリルーエワ - ヨシフ・スターリンの妻（+ 1932年）
- 9月22日 - チャールズ・ハギンズ、生理学者（+ 1997年）
- 9月23日 - 細川一、医師（+ 1970年）
- 9月23日 - ヤロスラフ・サイフェルト、作家・詩人（+ 1986年）
- 9月24日 - 服部之総、歴史家（+ 1956年）
- 9月25日 - ロベール・ブレッソン、映画監督（+ 1999年）
- 9月28日 - エド・サリヴァン、テレビ番組司会者（+ 1974年）
- 9月28日 - 筑土鈴寛、僧侶、民俗学者（+ 1947年）
- 9月29日 - エンリコ・フェルミ、物理学者・ノーベル物理学賞受賞者（+ 1954年）
- 9月29日 - 岡松成太郎、官僚・商工省次官・北海道電力会長（+ 1991年）

### 10月
- 10月1日 - ホーマー・ブライトマン、脚本家（+ 1988年）
- 10月1日 - 中谷孝雄、小説家（+ 1995年）
- 10月2日 - アリス・プラン、歌手・俳優・モデル・画家（+ 1953年）
- 10月3日 - 西田税、軍人・思想家（+ 1937年）
- 10月6日 - 安西浩、実業家（+ 1990年）
- 10月6日 - エベリーン・ド・ボリス＝レイモンド・マルコス、生物学者（+ 1990年）
- 10月7日 - 村野四郎、詩人（+ 1975年）
- 10月7日 - 坂本太郎、歴史家（+ 1987年）
- 10月8日 - 田中栄一、政治家・警視総監（+ 1980年）
- 10月8日 - マーク・オリファント、物理学者（+ 2000年）
- 10月10日 - 羅門光三郎、俳優（+ 1976年）
- 10月10日 - アルベルト・ジャコメッティ、彫刻家（+ 1966年）
- 10月19日 - アーレイ・バーク、軍人（+ 1996年）
- 10月24日 - 松前重義、科学者・教育者・工学博士・東海大学創設者（+ 1991年）
- 10月31日 - 浅野安子、元皇族（+ 1974年）

### 11月
- 11月1日 - ヨアヒム・エルンスト、アンハルト公国君主（+ 1947年）
- 11月3日 - アンドレ・マルロー、作家・冒険家・政治家（+ 1976年）
- 11月3日 - 秋元不死男、俳人（+ 1977年）
- 11月3日 - レオポルド3世、ベルギー国王（+ 1983年）
- 11月3日 - 緒方富雄、血清学者（+ 1989年）
- 11月3日 - 山口誓子、俳人（+ 1994年）
- 11月4日 - 有吉義弥、日本郵船会長（+ 1984年）
- 11月4日 - 李方子、李氏朝鮮皇太子妃・皇族（+ 1989年）
- 11月5日 - 海音寺潮五郎、小説家（+ 1977年）※戸籍上は3月13日生まれ
- 11月5日 - ウィリアム・ジョセフ・シーボルド、外交官（+ 1980年）
- 11月6日 - キャスリーン・メアリー・ドリュー＝ベーカー、藻類学者（+ 1957年）
- 11月6日 - 楊開慧、女性革命家、政治活動家（+ 1930年）
- 11月8日 - 徐向前、軍人（+ 1990年）
- 11月10日 - 日野吉夫、政治家・社会運動家（+ 1978年）
- 11月11日 - サム・スピーゲル、映画監督（+ 1985年）
- 11月11日 - マクダ・ゲッベルス、ナチス・ドイツの宣伝相の妻（+ 1945年）
- 11月14日 - 仁木他喜雄、作曲家（+ 1958年）
- 11月16日 - 近藤鶴代、政治家・科学技術庁長官（+ 1970年）
- 11月17日 - リー・ストラスバーグ、俳優・演出家・演技指導者（+ 1982年）
- 11月18日 - ジョージ・ギャラップ、統計学者（+ 1984年）
- 11月21日 - 高橋正雄、経済学者（+ 1995年）
- 11月22日 - ホアキン・ロドリーゴ、作曲家（+ 1999年）
- 11月25日 - 宮崎奕保、僧侶・曹洞宗大本山永平寺78世貫首（+ 2008年）
- 11月25日 - シェルイ・ティボール、作曲家・ヴァイオリニスト・ヴィオリスト（+ 1978年）
- 11月30日 - 荻須高徳、洋画家（+ 1986年）
- 11月30日 - 向井潤吉、洋画家（+ 1995年）

### 12月
- 12月1日 - 田中百畝、京浜百貨店社長・京浜急行電鉄社長（+ 1964年）
- 12月2日 - ライムンド・オルシ、サッカー選手（+ 1986年）
- 12月5日 - ウォルト・ディズニー、漫画家・映画監督・ウォルト・ディズニー・カンパニー創設者（+ 1966年）
- 12月5日 - ヴェルナー・ハイゼンベルク、物理学者・ノーベル物理学賞受賞者（+ 1976年）
- 12月5日 - ミルトン・エリクソン、催眠療法家（+ 1980年）
- 12月8日 - 安藤喜市、牧師（+ 没年不明）
- 12月9日 - ジャン・メルモーズ、操縦士（+ 1936年）
- 12月10日 - 浜崎真二、野球選手・野球監督（+ 1981年）
- 12月11日 - マイケル・オークショット、政治哲学者（+ 1990年）
- 12月12日 - 木村伊兵衛、写真家（+ 1974年）
- 12月13日 - 豊田隈雄、軍人（+ 1995年）
- 12月13日 - 妻木松吉、説教強盗（+ 1989年）
- 12月14日 - 阪東妻三郎、俳優（+ 1953年）
- 12月14日 - パウロス1世、ギリシャ王国国王（+ 1964年）
- 12月14日 - アンリ・コシェ、テニス選手（+ 1987年）
- 12月16日 - マーガレット・ミード、文化人類学者（+ 1978年）
- 12月20日 - 保利茂、政治家・衆議院議長（+ 1979年）
- 12月22日 - アンドレ・コステラネッツ、指揮者・編曲家（+ 1980年）
- 12月24日 - ソフィー＝カルメン・エックハルト＝グラマッテ、ピアニスト・ヴァイオリニスト・作曲家（+ 1974年）
- 12月25日 - 島田叡、沖縄官選知事（+ 1945年）
- 12月25日 - アリス、イギリス王室構成員（+ 2004年）
- 12月26日 - ピート・ファンデカンプ、天文学者（+ 1995年）
- 12月27日 - マレーネ・ディートリヒ、俳優・歌手（+ 1992年）

### 生月日不明
- 生月日不明 - 貴島桃隆、政治運動家（+ 没年不明）
- 生月日不明 - 谷口節道、日本の曹洞宗の僧侶（+ 1986年）

## 死去

### 1月
- 1月1日 - 石井忠亮、武士・和歌山県知事（* 1840年）
- 1月2日 -  尾高惇忠、実業家（* 1830年）
- 1月11日 - ヴァシリー・カリンニコフ、作曲家（* 1866年）
- 1月14日 - シャルル・エルミート、数学者（* 1822年）
- 1月16日 - アルノルト・ベックリン、画家（* 1827年）
- 1月20日 - 伊藤圭介、理学博士・男爵（* 1803年）
- 1月21日 - イライシャ・グレイ、発明家・技術者（* 1835年）
- 1月22日 - ヴィクトリア、英国女王（* 1819年）
- 1月27日 - ジュゼッペ・ヴェルディ、作曲家（* 1813年）

### 2月
- 2月3日 - 福澤諭吉、思想家・初代東京学士会院院長・慶應義塾創設者（* 1835年）
- 2月9日 - マックス・フォン・ペッテンコーファー、衛生学者・科学者（* 1818年）
- 2月11日 - ミラン1世、セルビア王（* 1854年）
- 2月16日 - 三吉慎蔵、武士（* 1831年）
- 2月18日 - 早矢仕有的、丸善創業者（* 1837年）
- 2月21日 - ジョージ・フィッツジェラルド、物理学者（* 1851年）
- 2月25日 - ヴォイチェフ・ゲルソン、画家（* 1831年）

### 3月
- 3月2日 - ジョージ・マーサー・ドーソン、科学者・探検家（* 1849年）
- 3月8日 - 江馬天江、書道家・漢詩人・医師（* 1825年）
- 3月13日 - ベンジャミン・ハリソン、軍人・アメリカ合衆国大統領（* 1833年）
- 3月31日 - ジョン・ステイナー、作曲家・オルガニスト（* 1840年）

### 4月
- 4月16日 - ヘンリー・ローランド、物理学者（* 1848年）
- 4月19日 - 細川利永、熊本新田藩藩主（* 1829年）
- 4月20日 - パウル・ゲオルク・フォン・メレンドルフ、言語学者・外交官（* 1847年）
- 4月24日 - リチャード・ブラントン、建築家（* 1841年）

### 5月
- 5月22日 - ガエタノ・ブレーシ、無政府主義者（* 1869年）
- 5月24日 - 渡辺洪基、東京府知事・東京帝国大学総長（* 1847年）
- 5月25日 - 中島湘煙、フェミニスト・作家（* 1864年）

### 6月
- 6月1日 - 大橋乙羽、小説家・編集者（* 1869年）
- 6月2日 - 大河内正質、大多喜藩主・江戸幕府老中格・貴族（* 1844年）
- 6月2日 - 馬偕、宣教師・教育者（* 1844年）
- 6月16日 - ヘルマン・グリム、文化史家・著述家（* 1828年）
- 6月17日 - コルネリウス・グルリット、作曲家（* 1820年）
- 6月21日 - 星亨、衆議院議長（* 1850年）

### 7月
- 7月4日 - ヨハネス・シュミット、言語学者（* 1843年）
- 7月6日 - ホーエンローエ＝シリングスフュルスト、ドイツ帝国首相（* 1819年）
- 7月7日 - ヨハンナ・スピリ、作家（* 1827年）

### 8月
- 8月4日 - フランチェスコ・クリスピ、イタリア首相（* 1819年）
- 8月5日 - ヴィクトリア、イギリス王室王女・ドイツ皇帝妃（* 1840年）
- 8月9日 - アンリ・ドルレアン、探検家（* 1867年）
- 8月12日 - アドルフ・エリク・ノルデンショルド、鉱山学者・探検家（* 1832年）
- 8月19日 - 尚泰王、琉球国王（* 1843年）
- 8月21日 - アドルフ・オイゲン・フィック、生理学者・物理学者（* 1829年）
- 8月27日 - ルドルフ・ハイム、思想家（* 1821年）

### 9月
- 9月9日 - アンリ・ド・トゥールーズ＝ロートレック、画家・貴族（* 1864年）
- 9月14日 - ウィリアム・マッキンリー、教師・軍人・弁護士・検察官・アメリカ合衆国大統領（* 1843年）

### 10月
- 10月1日 - アブドゥッラフマーン・ハーン、アフガニスタン国王（* 1844年）
- 10月7日 - 中上川彦次郎、時事新報社長・山陽鉄道社長（* 1854年）
- 10月18日 - アーギュスト・マルムストレム、画家（* 1829年）
- 10月28日 - パウル・レー、思想家・医師（* 1849年）
- 10月29日 - レオン・チョルゴシュ、無政府主義者・ウィリアム・マッキンリー暗殺者（* 1873年）

### 11月
- 11月6日 - ケイト・グリーナウェイ、挿絵作家・絵本作家（* 1846年）
- 11月7日 - 李鴻章、政治家（* 1823年）
- 11月25日 - ヨーゼフ・ラインベルガー、作曲家・オルガニスト（* 1839年）
- 11月30日 - エドワード・ジョン・エア、探検家（* 1815年）

### 12月
- 12月2日 - 谷周平、新撰組隊士（* 1848年）
- 12月9日 - 木村芥舟、幕臣（* 1830年）
- 12月9日 - 駒井重格、官僚・経済学者・専修大学創設者（* 1853年）
- 12月13日 - 中江兆民、思想家・ジャーナリスト・政治家（* 1847年）
- 12月17日 - 本多忠明、山崎藩藩主（* 1833年）
- 12月24日 - クラレンス・キング、地質学者（* 1842年）

## ノーベル賞
- 物理学賞 - ヴィルヘルム・レントゲン
- 化学賞 - ヤコブス・ヘンリクス・ファント・ホッフ
- 生理学・医学賞 - エミール・アドルフ・フォン・ベーリング
- 文学賞 - シュリ・プリュドム (Sully Prudhomme)
- 平和賞 - アンリ・デュナン、フレデリック・パシー